# Жульєн Колс
Жульєн Колс (фр. Julien Cools; нар. 13 лютого 1947, Реті, Бельгія) — бельгійський футболіст, що грав на позиції півзахисника.
Виступав, зокрема, за клуби «Брюгге» та «Беєрсхот», а також національну збірну Бельгії.
Триразовий чемпіон Бельгії. Володар Кубка Бельгії.

## Клубна кар'єра
У дорослому футболі дебютував 1969 року виступами за команду клубу «Берінген», в якій провів чотири сезони, взявши участь у 102 матчах чемпіонату.
Своєю грою за цю команду привернув увагу представників тренерського штабу клубу «Брюгге», до складу якого приєднався 1973 року. Відіграв за команду з Брюгге наступні шість сезонів своєї ігрової кар'єри. Більшість часу, проведеного у складі «Брюгге», був основним гравцем команди. За цей час тричі виборював титул чемпіона Бельгії.
1979 року уклав контракт з клубом «Беєрсхот», у складі якого провів наступні два роки своєї кар'єри гравця. Граючи у складі «Беєрсхота» також здебільшого виходив на поле в основному складі команди.
Протягом 1981—1983 років захищав кольори команди клубу «Дессел».
Завершив професійну ігрову кар'єру у клубі «Вестерло», за команду якого виступав протягом 1984—1986 років.

## Виступи за збірну
1974 року дебютував в офіційних матчах у складі національної збірної Бельгії. Протягом кар'єри у національній команді, яка тривала сім років, провів у формі головної команди країни 35 матчів, забивши два голи.
У складі збірної був учасником чемпіонату Європи 1980 року в Італії, де разом з командою здобув «срібло».

## Досягнення

### Командні
- Чемпіон Бельгії:

«Брюгге»: 1975/76, 1976/77, 1977/78
- Володар Кубка Бельгії:

«Брюгге»: 1976/77
- Віце-чемпіон Європи: 1980
- Футболіст року в Бельгії: 1977